# ルドルフ・ヨハネス・フォン・エスターライヒ
ルドルフ・ヨハネス・ヨーゼフ・ライナー・フォン・エスターライヒ（ドイツ語: Rudolf Johannes Joseph Rainer, Erzherzog von Österreich, 1788年1月8日 - 1831年7月24日）は、神聖ローマ皇帝レオポルト2世の末子。1819年にオロモウツ大司教と枢機卿に選出された。一般的にはルドルフ（ルードルフ）大公の呼び名で、ベートーヴェンのパトロンおよび弟子として知られている。

## 生涯
1803年もしくは1804年にベートーヴェンにピアノと作曲を師事した。その後2人は意気投合し、ルドルフ大公はベートーヴェンの庇護者を務める。1824年まで2人の交友は続いた。
ベートーヴェンに保護者として年金を送りつづけた貴族は他に2人いたが、最後まで絶やさなかったのはルドルフ大公のみであり、作曲家の大作・重要作を多く献呈されている。献呈された作品は、有名な《大公トリオ》や《告別ソナタ》だけでなく、《ミサ・ソレムニス》を含めて合計14曲に上る。ルドルフも見返りに自作をベートーヴェンに献呈している。ベートーヴェンのルドルフ大公宛ての私信は、現在ウィーン楽友協会に保管されている。
ルドルフ大公は生来虚弱で、激務に耐えることができなかった。1831年に早世すると、ウィーンの皇室地下霊廟に葬られた。心臓はオロモウツ大聖堂に眠っている。

## 音楽作品
ルドルフの音楽作品は、1980年代から再評価が始まり、クラリネット奏者のディーター・クレッカーやヴァイオリニストのヨゼフ・スークによって録音・演奏されるようになった。その作品は控えめでおおむね保守的であり、創意に欠けるきらいがある。しかし晩年の《七重奏曲ホ短調》は野心的な作品の一つといってよく、抒情的な性格においてロッシーニやウェーバー、シューベルトなど、初期ロマン派音楽とのつながりの中に位置付けることが出来る。
その他の主要作品
- ヴァイオリンとピアノのための《プロイセン王子ルイ・フェルディナントの主題による変奏曲 ヘ長調》
- クラリネットとピアノのための《ロッシーニの主題による変奏曲》
- バセットホルンとピアノのための《民謡「わが馬よ Ja mam Konè」の主題による変奏曲》
- ヴァイオリン・ソナタ ヘ短調
- クラリネット・ソナタ イ長調 作品2
- クラリネットとヴィオラ、ファゴット、ギターのための《セレナーデ》変ホ長調
- クラリネットとチェロ、ピアノのための三重奏曲 変ホ長調
- ディアベリのワルツの主題によるフーガ ハ長調（ディアベリのワルツによる変奏曲集の40曲目）